# Ametralladora NSV
La NSV-12,7 (en ruso: НСВ-12,7) es una ametralladora pesada kazaja de 12,7 × 108 mm. НСВ es la abreviatura de los apellidos de sus diseñadores (Никитина-Соколова-Волкова) que procede de Grigori Nikitin, Yuri Sokolov y Vladimir Volkov (en ruso: Григо́рий Ники́тин, Ю́рий М. Соколов y Владимир Волков, respectivamente).
La ametralladora fue diseñada en 1969 como reemplazo de la ametralladora DShK fue adoptada por el Ejército Rojo en 1972. A su vez fue reemplazada por la Kord-12,7 en servicio ruso, aunque su producción fue cancelada en Rusia, debido a que la licencia de fabricación de la NSV pasó a manos de Kazajistán tras la disolución de la Unión Soviética. Ha sido fabricada bajo licencia en Bulgaria, India, Polonia y Yugoslavia. 
La NSV pesa 55 kg, tiene una cadencia de 13 disparos por segundo y un alcance efectivo de 1.500 m. Una cinta de 50 cartuchos pesa 11 kilogramos.
La NSV está montada sobre la torreta del tanque T-72, mientras que la variante NSVT va montada en las torretas de los T-64 y T-80.

## Historia
El ejército soviético estaba buscando una nueva ametralladora pesada para reemplazar sus viejas ametralladoras SGM y RPD a inicios de la década de 1950. A los militares soviéticos les atrajo el concepto de la ametralladora alemana MG42, que podía cambiar sus papeles al instalarla sobre un trípode, por lo cual pidió a dos diseñadores de armas el diseño de un arma basada en la misma idea.
Las pruebas mostraron que el diseño de Mijaíl Kalashnikov era mejor, más fiable y más barato de producir que el de Grigory Nikitin y Yuri Sokolov. La ametralladora de Kalashnikov fue adoptada como la nueva ametralladora estándar y recibió la denominación de PK. Sin embargo, el diseño de Nikitin y Sokolov no fue olvidado, siendo desarrollado unos diez años después, dando origen a la ametralladora pesada NSV.
La NSV fue desarrollada en 1969 como una sucesora de la ametralladora DShK/DShKM y entró en servicio del Ejército Rojo en 1971. También fue fabricada bajo licencia en Bulgaria, India, Yugoslavia y Polonia. La versión yugoslava de la NSVT se denomina M87. 
La producción de la NSV en Rusia ha sido cancelada, ya que está siendo reemplazada por la ametralladora pesada Kord. El ejército ruso necesitaba una ametralladora pesada con mayor precisión y empezaba a dificultarse el suministro de repuestos, ya que las fábricas que producían la NSV quedaron en Ucrania y Kazajistán tras la disolución de la Unión Soviética.

## Empleo en Finlandia
La NSV designada en Finlandia 12,7 ItKK o 12,7 ilmatorjuntakonekivääri NSV-12,7. es frecuentemente empleada a bordo de vehículos, tales como el Patria Pasi y el Sisu Nasu. Debido a su alta cadencia de fuego, es empleada como un arma antiaérea de corto alcance contra helicópteros, aviones a control remoto y tripulados. Al emplearse contra blancos terrestres, la ametralladora es montada sobre un trípode especial. La armada finlandesa también emplea la NSV como arma antiaérea, complementado a otras armas antiaéreas tales como el 23 ITK 95, el Bofors 40 Mk 3 o los Bofors 57 Mk 2 y Mk 3.

## Variantes
- La versión NSVT es utilizada principalmente como arma antiaérea instalada sobre la torreta y/o coaxialmente en carros de combate. La empresa serbia Zastava Arms produce la NSVT bajo licencia como M87, siendo empleada por las fuerzas armadas de los países sucesores de la antigua Yugoslavia.

- WKM-B: Versión polaca que emplea el cartucho 12,7 x 99 OTAN.

## Usuarios
- Argelia
- Angola
- Armenia
- Azerbaiyán
- Bielorrusia[1]
- Birmania
- Bosnia y Herzegovina
- Bulgaria
- Camboya
- Corea del Norte
- Croacia
- Chile
- Cuba
- Egipto
- Eslovaquia
- Estados Unidos (pruebas)
- Etiopía
- Finlandia: Denominada 12,7 ItKK 96.
- Georgia
- Hungría
- India
- Irán
- Irak
- Kazajistán
- Kirguistán
- Kuwait
- Libia
- Malasia
- Marruecos
- Mongolia
- Pakistán
- Polonia
- República Checa
- Macedonia del Norte
- Rumania
- Rusia[2]
- Serbia: Fabricada bajo licencia como M87.
- Siria
- Sudáfrica
- Tayikistán
- Turkmenistán
- Ucrania
- Uzbekistán
- Venezuela
- Vietnam
- Yemen

## Imágenes

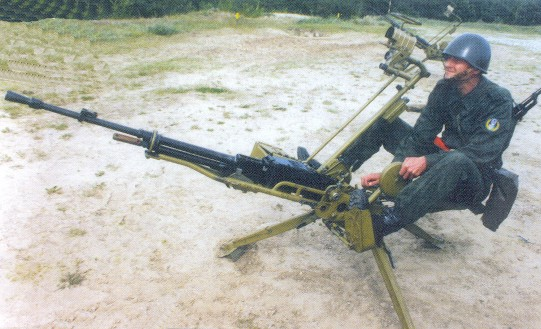
Una ametralladora NSV montada sobre el afuste antiaéreo ZPU.

### Armas similares
- MG 131
- DShK
- Browning M2
- Kord